# Монометаллизм
Монометаллизм (от греч. μόνος — один и лат. metallum — металл) — денежная система, в основе которой лежит один металл. В зависимости от вида металла монометаллизм может быть золотым, серебряным и медным.

## Медный стандарт
В большинстве случаев медные или бронзовые монеты были разменными, то есть второстепенными, производными более ценных золотых и серебряных монет, и часто неполноценными. Однако некоторые ранние денежные системы (например, древнеримская и китайская) базировались именно на бронзе. Во многих источниках, эта система называется медным стандартом (монометаллизмом).
К VIII веку в Центральной Европе утвердился серебряный стандарт, который просуществовал до XIV века, когда начал распространяться биметаллизм.

## Серебряный стандарт
Серебряный монометаллизм начал распространяться с XV века (в чистом виде он господствовал в России в 1843—1852 годах, в Индии в 1852—1893 годах, в Китае до 1935 года), постепенно уступая место биметаллизму или такой переходной к монометаллизму золотому форме, как хромающая валюта. К концу XIX века во всех развитых странах установился золотой стандарт.

## Золотой стандарт
Существуют следующие виды золотого монометаллизма:
- золотомонетный стандарт (существовал до 1-й Мировой войны — это золотое обращение со свободным обменом бумажных и кредитных денег на золото);
- золотослитковый стандарт (он был введён в Англии и Франции в 1-ю Мировую войну. На золото обменивалась только сумма, соответствующая цене стандартного слитка золота);
- золотодевизный стандарт (введён в 20-х годах XX века, когда банкноты было разрешено менять на иностранную валюту).

Золотомонетный монометаллизм — система подразумевает свободное обращение золотых монет, их чеканку, выпуск и вывоз без особых препятствий. При этом золотые монеты легко обмениваются на другие виды денег, находящихся в обращении (например, бумажные).
Золотослитковый монометаллизм — в основе системы всё ещё лежит золото, но обменять его на другие виды денег труднее. Купить золото можно только в слитках стандартного веса (12,4 или 12,6 кг).
Золотодевизный монометаллизм — внутри страны национальная валюта на золото не обменивается, но можно купить девизы (ценно-финансовые средства: иностранную валюту, иностранные заменители денег) и приобрести золото в той стране, чьи девизы приобретены.
Девизный монометаллизм — обмен валюты на золото не происходит, но содержание валюты определяется в золоте. Следовательно, международные торгово-валютные операции можно осуществлять в соответствии с этим золотым содержанием денег. Таким образом, обмен девизов происходит пропорционально золотому содержанию валюты.